# Mawayana (taal)
Mawayana (Mahuayana), ook wel Mapidian (Maopidyán), is de taal die door de Mawayana in Guyana gesproken werd. De taal is een van de Arawaktalen.
Alexandra Aikhenvald (1999) bracht de taal samen met Wapishana onder bij de noord-Arawakaanse subtaal Rio Branco. Volgens Eithne Carlin (2006) is het Mwayana eraan verwant. Henri Ramirez berekende dat minstens 47% van de woorden overlappen.
De Mawayana in Guyana pasten zich aan de Waiwai-taal van de Waiwai aan en waren tweetalig. De taal verdwijnt ook in Brazilië en Kwamalasamoetoe in Zuid-Suriname doordat Mawayana Waiwai spreken of zich het Trio aanleren.